# Triticum monococcum
Triticum monococcum là một loài thực vật có hoa trong họ Hòa thảo. Loài này được Carl von Linné miêu tả khoa học đầu tiên năm 1753.

## Hình ảnh

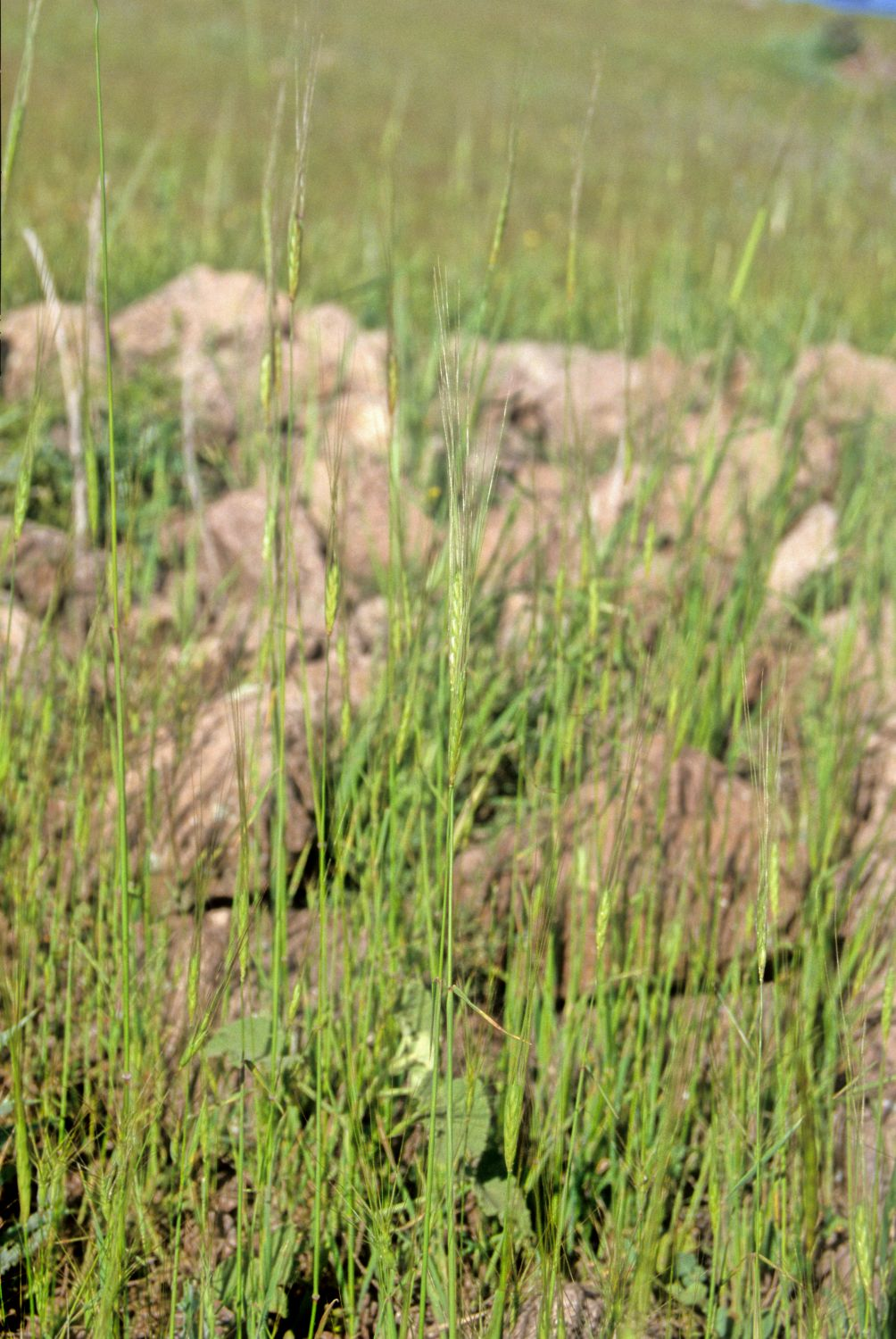
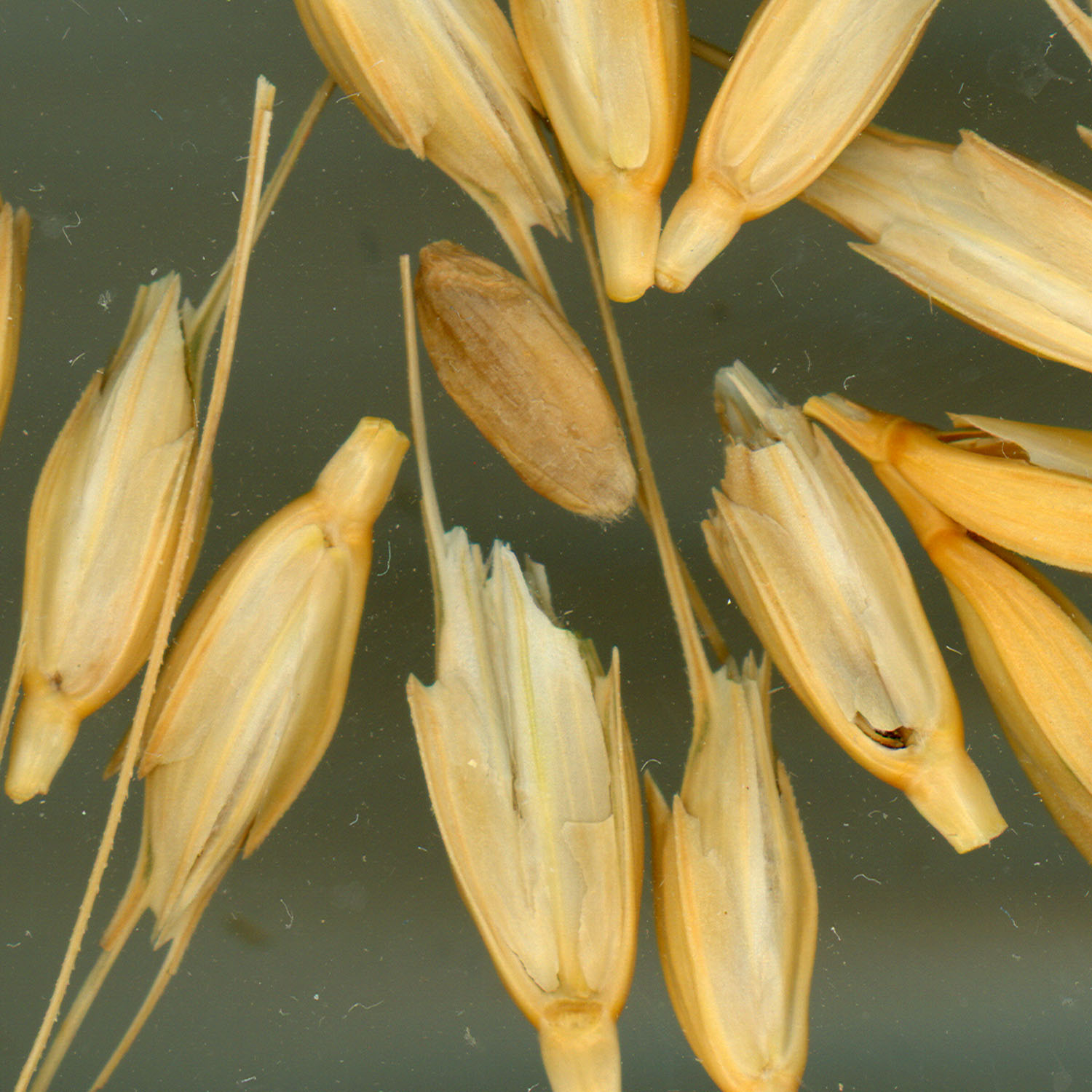
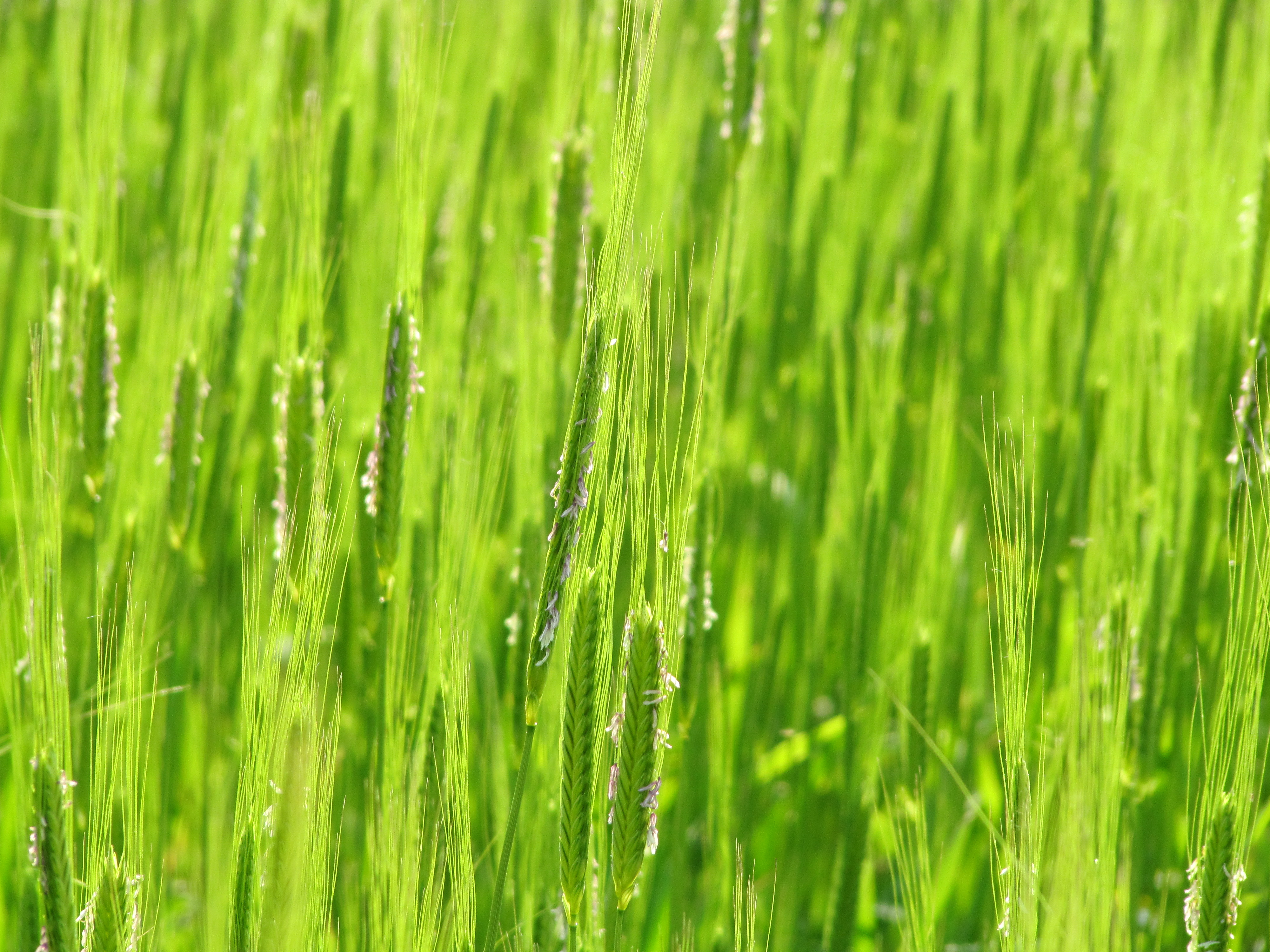
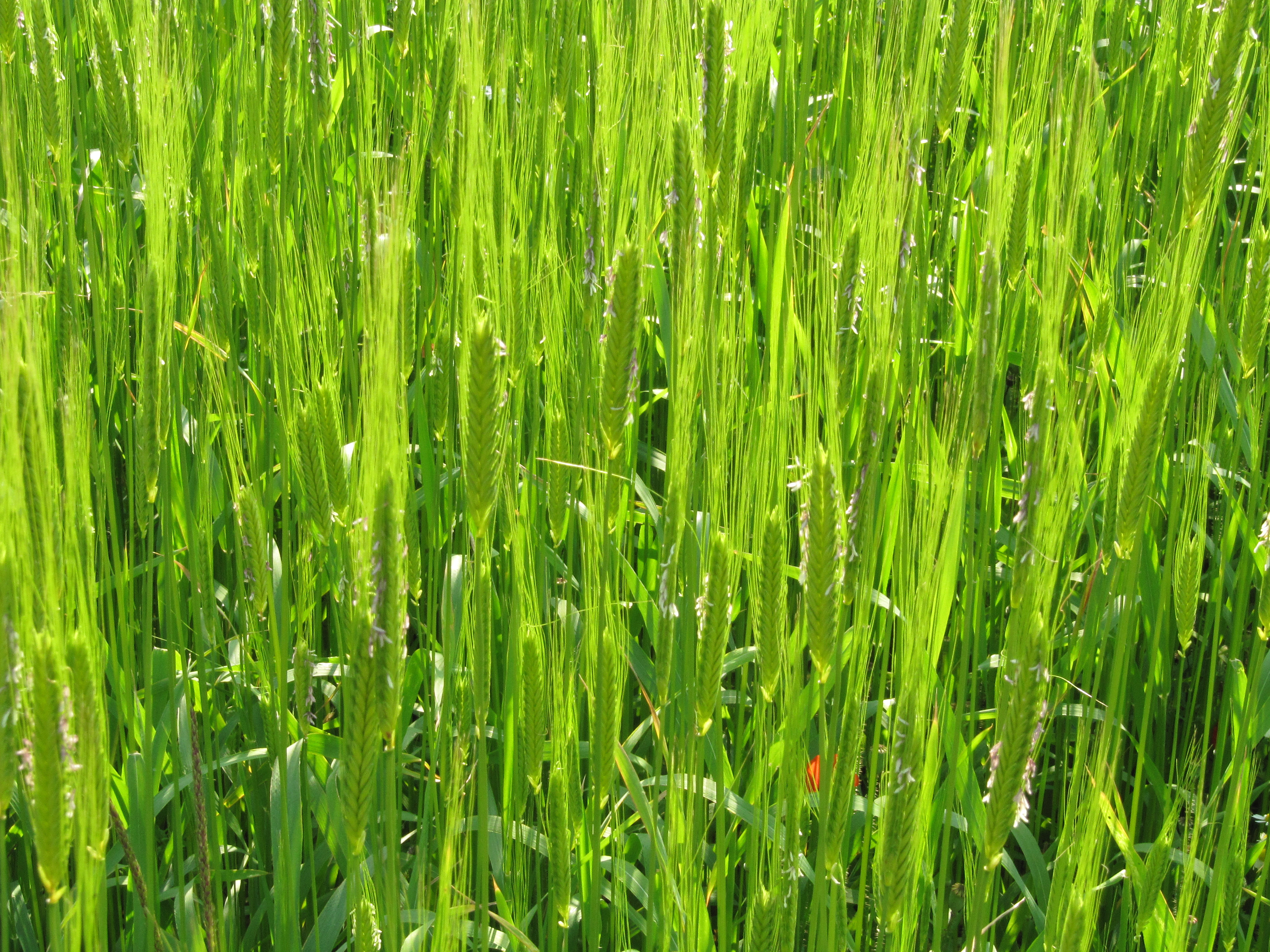
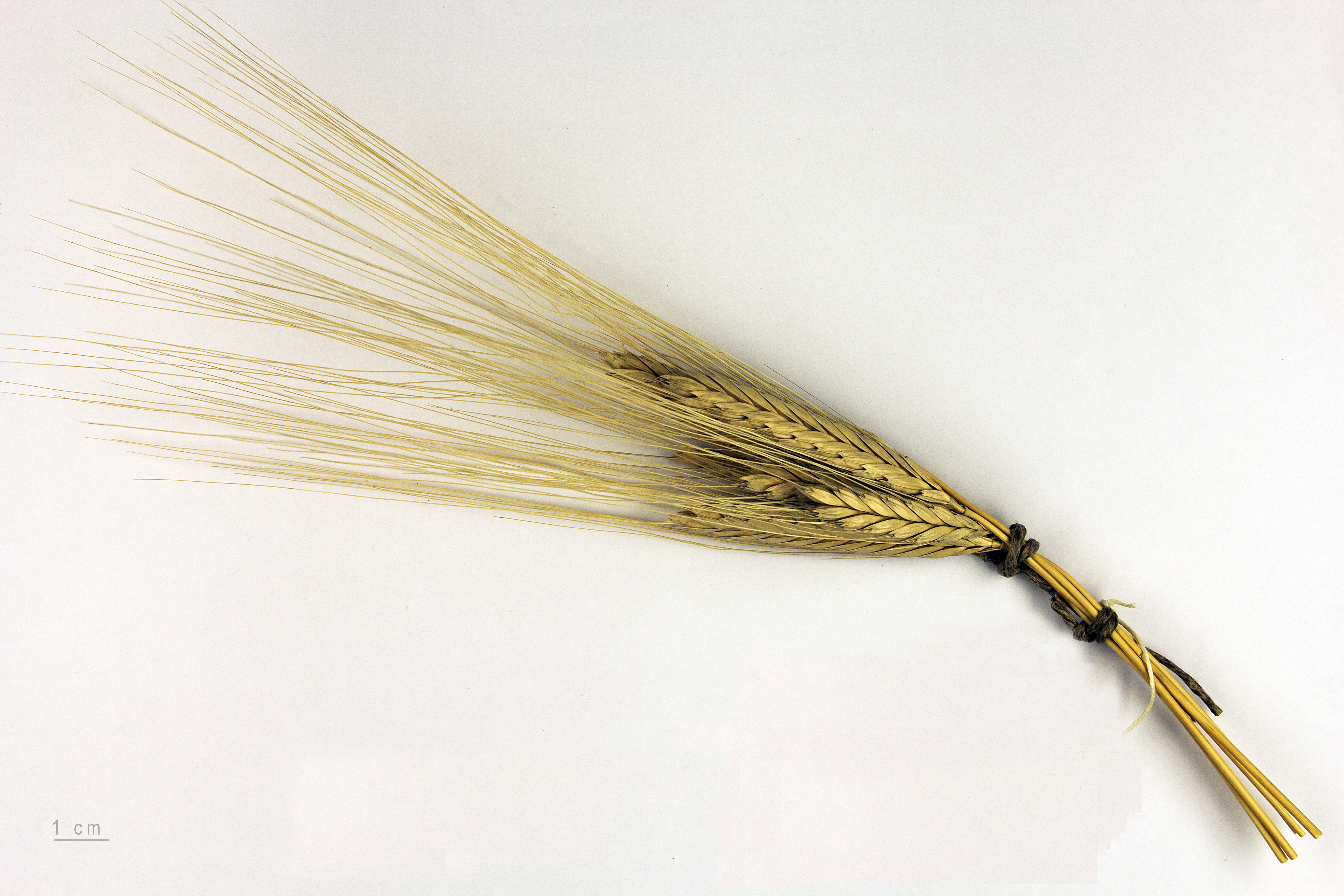
Triticum monococcum - Museum specimen